# Эффект Соколова — Тернова
Эффект Соколова — Тернова — эффект самополяризации пучка электронов или позитронов в магнитном поле посредством синхротронного излучения. Предсказан А. А. Соколовым и И. М. Терновым в 1963 году.

## Теория
Электрон в магнитном поле может находиться в состоянии со спином, направленным параллельно («спин вверх») или антипараллельно («спин вниз») магнитному полю (предполагается, что магнитное поле направлено вверх). Состояние «спин вниз» обладает меньшей энергией по сравнению с состоянием «спин вверх». Теоретический расчёт показал, что вероятность перехода в состояние «спин вниз» за счёт синхротронного излучения немного больше, чем в состояние «спин вверх». В результате изначально неполяризованный пучок электронов, движущийся в накопительном ускорительном комплексе, через достаточно долгое время перейдёт в поляризованное состояние со спином, направленным противоположно магнитному полю. Поляризация не является полной; её зависимость от времени описывается формулой
где {\displaystyle A=8{\sqrt {3}}/15\approx 0{,}924} — предельная степень поляризации (92,4 %) и {\displaystyle \tau } — характерное время релаксации, равное
Здесь {\displaystyle m}, {\displaystyle e} и {\displaystyle c} — масса, заряд электрона и скорость света; {\displaystyle H_{0}\approx 4{,}41\times 10^{13}} Гс — поле Швингера, {\displaystyle H} — напряжённость магнитного поля, {\displaystyle E} — энергия электрона.
Меньшая единицы предельная степень поляризации {\displaystyle A} возникает из-за наличия обмена энергией между спиновой и орбитальной степенями свободы, которое делает возможным переход в состояние «спин вверх» (с вероятностью, в 25,25 раз меньшей, чем в состояние «спин вниз»).
Характерное время релаксации составляет минуты или часы. Поэтому для получения достаточно сильно поляризованного пучка требуется длительное время и практически используются накопительные кольца, позволяющие сохранять пучок электронов в течение часов.
Эффект также описывает поляризацию позитронов, с той разницей, что для позитрона состояние «спин вверх» обладает меньшей энергией по сравнению с состоянием «спин вниз». В результате пучок позитронов переходит в состояние со спином, ориентированном в том же направлении, что и магнитное поле.

## Экспериментальное обнаружение
- 1971 — Институт ядерной физики СО РАН (первое наблюдение), использовался ускорительно-накопительный комплекс ВЭПП-2, 625 МэВ.
- 1971 — Орсэ (Франция), использовалось накопительное кольцо ACO, 536 МэВ.
- 1975 — SLAC, Стэнфорд (США), использовалось накопительное кольцо SPEAR, 2,4 ГэВ.
- 1980 — DESY, Гамбург (ФРГ), использовался ускоритель PETRA, 15,2 ГэВ.

## Применение
Позволяет получать поляризованные пучки электронов для проведения дальнейших экспериментов. Преимущества:
- позволяет получать поляризованные пучки сразу высоких энергий (фактически является эффективным, начиная с энергии несколько сотен МэВ);
- процесс поляризации не меняет свойств пучка (интенсивности, разброса параметров и т. д.), что выгодно отличает его например от способа получения поляризованных пучков с помощью рассеяния;
- электроны и позитроны могут быть поляризованы при любой заданной энергии, что снимает весьма сложную задачу ускорения поляризованных частиц.

## Диплом
Соколов А. А. и Тернов И. М. (1973). Диплом на научное открытие «Эффект радиационной самополяризации электронов в магнитном поле», занесенное в Государственный реестр открытий СССР под № 131 от 7 августа 1973 г., приоритет от 26 июня 1963 г. (Бюллетень открытий и изобретений, том 47).
Формула открытия: «Установлено ранее неизвестное явление поляризации релятивистских электронов и позитронов при их движении в магнитном поле (например, в накопительных кольцах), обусловленное квантовыми флуктуациями синхротронного излучения».